# Robin Engelen
Robin Engelen (Keulen, 1974) is een Duitse dirigent.

## Biografie
In 1993, toen Engelen negentien jaar oud was, won hij de eerste prijs in de Jugend Komponiert-wedstrijd in Noordrijn-Westfalen. Tussen 1994 en 2002 studeerde hij orkestdirectie bij Wolf-Dieter Hauschild aan het conservatorium van Karlsruhe. Hij kreeg daar ook les van Gunter Wand en assisteerde dirigenten zoals Philippe Auguin, Thomas Hengelbrock en Stefan Soltesz. In 1997 ontving hij een studiebeurs van het Richard Wagner Verband International en dirigeerde hij de wereldpremière van Peter Eotvös’ kameropera Radames. In datzelfde jaar werd hij solo-repetitor bij Staatsoper Stuttgart. Vervolgens werd hij daar assistent-dirigent en van 2004 tot 2006 was hij muzikaal assistent van artistiek directeur Lothar Zagrosek. In die periode dirigeerde hij daar ook een aantal opera’s van Mozart, waaronder Die Zauberflöte, Idomeneo en Don Giovanni. In 2001 werd Engelen lid van de Internationale Bachakademie Stuttgart. Vanaf 2005 werd hij assistent van artistieke directeur Helmuth Rilling. 
Van 1993 tot 2003 was Engelen tevens muzikaal directeur van Klangwerk Ensemble. Hij werkte als operadirigent met Konzerthausorchester Berlin, C.P.E. Bach Kammerorchester Berlin, Düsseldorfer Symphoniker, Komische Oper Berlin, Opera Mannheim, Tokyo Philharmonic Orchestra, Stuttgarter Kammerorchester, Opéra Garnier in Parijs, de operahuizen van Mannheim, Antwerpen, Leipzig, Kassel, Palermo, Yakutsk en Seoul. Hij speelde op festivals zoals het International Music Festival in Tongyeong, Beethovenfest in Bonn, Rheingau Musik Festival, Festival van Vlaanderen, Ars Musica, Operadagen Rotterdam, Festival de Saintes, Festival Crete Senesi, Westfalen Classics, de festivals van Baden-Baden, Stuttgart, Salzburg, Bregenz en het Oregon Bach Festival. Hij dirigeerde orkesten zoals Brandenburg Sinfonia, Deutsche Staatsphilharmonie Rheinland-Pfalz, Philharmonie Südwestfalen, Konzerthausorchester Berlin, Stuttgarter Philharmoniker, Leipzig Gewandhaus, Radio-Sinfonieorchester Stuttgart des SWR, Rundfunk-Sinfonieorchester Berlin, Prometheus Orchestra, Mahler Chamber Orchestra, I Solisti del Vento, Oxalys Ensemble en Orchestra Sinfonica di San Remo.
Hij werkte samen met componisten Sofia Goebajdoelina, Wolfgang Rihm, Peter Eötvös, Helmut Lachenmann, Toshio Hosokawa, Mauricio Kagel, Judith Weir, Sally Beamish en Frank Michael Beyer. Als pianist en klavecimbelspeler werkte hij samen met solisten als Annette Dasch, Helene Schneiderman, Catriona Smith, Mirella Hagen, Melanie Diener, Michael Volle, Gernot Suessmuth, Friedemann Eichhorn, Sophia Jaffé, Gaby Pas-van Riet en Quirine Viersen. Als jazzpianist speelde hij op het Vladivostok Jazz Festival en met het Argentijnse tango-orkest Sexteto Mayor.
In 2005 leidde hij het openingsgala van het "Year of Japanese-German Cooperation", dat bijgewoond werd door de residenten van beide naties.
Engelen was ook gastdirigent van het Brusselse ensemble Het Collectief. Hiermee trad hij verschillende keren op in deSingel in Antwerpen en in zalen zoals Concertgebouw Amsterdam, Bijloke in Gent, Kunstencentrum STUK in Leuven, Concertgebouw Brugge en CC Hasselt (CCHA). Hij is vast verbonden aan het Theater Bonn als eerste dirigent.  

## Onderscheidingen
- De opname van Schönbergs Pierrot Lunaire (2003) van Het Collectief, die Robin Engelen leidde, won de Diapason d’Or.
- In 2013 won hij de ECHO Klassik Preis.